# Cmentarz żydowski w Boskovicach

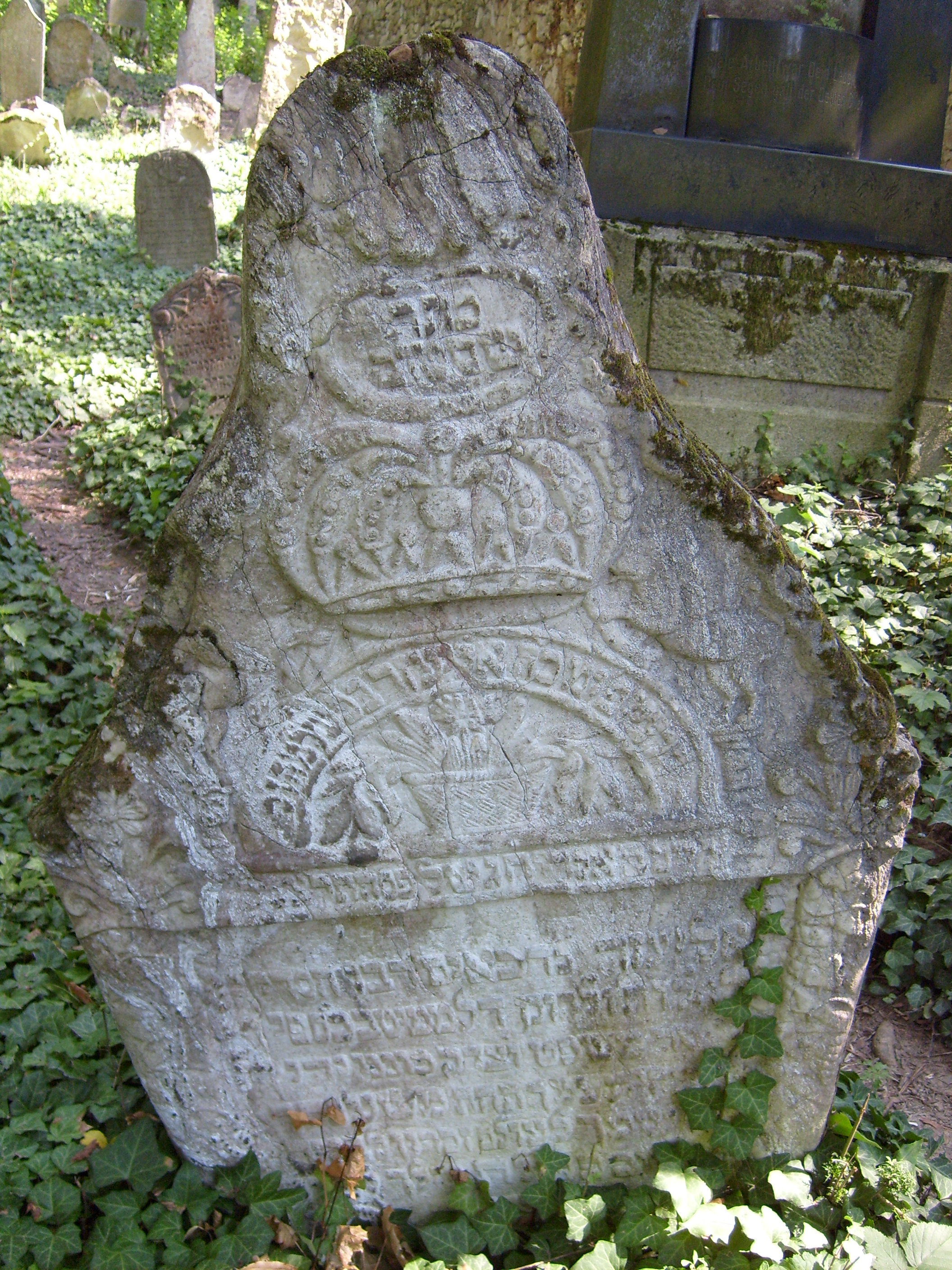
Jedna z zachowanych macew

Cmentarz żydowski w Boskovicach – został założony w XVII wieku i jest jednym z trzech największych kirkutów Czech.
Zajmuje powierzchnię 14 528 m², na której zachowało się około 2500 nagrobków. Cmentarz jest ogrodzony - na jego teren prowadzą dwie bramy.